# Dohrniphora ignobilis
Dohrniphora ignobilis är en tvåvingeart som beskrevs av Borgmeier 1960. Dohrniphora ignobilis ingår i släktet Dohrniphora och familjen puckelflugor. Inga underarter finns listade i Catalogue of Life.